# Copa del Món Femenina de Futbol Sub-20
La Copa Mundial Femenina de Futbol Sub-20 és un torneig internacional de seleccions nacionals de futbol femení que juguen jugadores menors de 20 anys. El torneig és organitzat cada dos anys per la FIFA i va sorgir en 2002 com derivat de la Copa Mundial Femenina de Futbol.
Originalment, el torneig tenia un límit de 19 anys d'edat, sent augmentat el 2006 als actuals vint. Fins ara, s'han jugat deu tornejos, sent campiones les seleccions d'Alemanya (3 títols), els Estats Units (3 títols), Corea del Nord (2 títols), Japó (1 títol) i Espanya (1 títol).

## Història
Canadà va acollir el 2002 la primera edició del "Campionat Mundial Femení Juvenil". 47 000 espectadors van assistir al Commonwealth Stadium d'Edmonton, per a veure la victòria dels Estats Units gràcies al gol d'or de Lindsay Tarpley, que va derrotar a la selecció femenina local. La canadenca Christine Sinclair va obtenir la Pilota d'Or i la Bota d'Or, premis a la millor jugadora i major golejadora del torneig, respectivament.
El 2004, Tailàndia va ser la seu del torneig, en el qual per segona vegada consecutiva, les campiones vigents de la Copa Mundial Femenina absoluta van guanyar el campionat. En aquesta ocasió va ser Alemanya en vèncer 2-0 a la Xina. La jugadora estrella del Brasil que va quedar en el quart lloc, Marta Vieira da Silva, es va emportar la Pilota d'Or, mentre que la canadenca Brittany Timko va ser la golejadora del certamen.
En 2006, l'edat permesa va ser ampliada als 20 anys. Rússia va ser la seu del torneig en què per primera vegada, Corea del Nord va aconseguir un títol mundial de futbol en la seva història, en superar a les representants de la Xina per 5-0.
El 2008, els Estats Units va aconseguir per segona vegada el títol de Campió Sub-20 a Xile, vencent a Corea del Nord, les campiones defensores en la final, per 2-1.
E 2010, el campionat es va disputar la a Alemanya, on per primera vegada la selecció amfitriona es va proclamar campiona del torneig, imposant-se per 2 a 0 contra Nigèria en la final.
El 2012, els Estats Units van guanyar el campionat per tercera vegada, quedant així com l'equip que més vegades havia guanyat la competència amb tres títols, enfrontant-se justament a Alemanya, amb qui compartia el rècord de més títols amb dos i amb la qual havia perdut 3 a 0 en fase de grups i a qui va derrotar en la final 1 a 0.
El 2014, el Canadà va ser novament seu del torneig, en aquesta ocasió Alemanya aconseguiria el seu tercer títol, vencent 1- 0 Nigeria femenina i empatant amb els Estats Units en el palmarès amb 3 campionats cadascuna.
El 2016, Papua Nova Guinea va ser escollida seu del torneig, en aquesta ocasió Corea del Nord obtindria per segona vegada en la seva història el títol, vencent a Suècia 2-0 en la final.
El 2018, França va acollir el Mundial sub-20. En aquesta ocasió Japó aconseguiria per primera vegada el Campionat, derrotant 3-1 a Espanya.
El 2020 s'havia de realitzar la següent edició del certamen a Costa Rica i Panamà, però va ser cancel·lada a causa de la pandèmia de COVID-19. El 2022, però, Costa Rica (sense Panamà) va organitzar la competició en què es va repetir la final de l'edició anterior, però sent Espanya campiona per 3 - 1 al Japó.

## Participants
En cada edició hi participen 16 seleccions. A excepció del país amfitrió, els 15 equips restants participen en un procés classificatori dins de cadascuna de les confederacions continentals, les quals organitzen diversos tornejos juvenils femenins. La distribució dels contingents per confederació és la següent:
| Confederació | Eliminatòria                               | Places   |
| ------------ | ------------------------------------------ | -------- |
| AFC          | Campionat Sub-19 femení de la AFC          | 3 places |
| CAF          | Campionat Femení Sub-20 de la CAF          | 2 places |
| Concacaf     | Campionat Femení Sub-20 de la Concacaf     | 3 places |
| Conmebol     | Campionat Sud-americà Femení Sub-20        | 2 places |
| OFC          | Campionat Femení Sub-20 de la OFC          | 1 plaça  |
| UEFA         | Campionat Europeu Femení Sub-19 de la UEFA | 4 places |

## Historial
| Any  | Seu               |                                       | Final                                 | Final                                 | Final                                 |                                       | Partit pel tercer lloc                | Partit pel tercer lloc                | Partit pel tercer lloc                |  |
|      |                   |                                       | Campió                                | Resultat                              | Subcampió                             |                                       | Tercer Lloc                           | Resultat                              | Quart Lloc                            |  |
| 2002 | Canadà            |                                       | Estats Units                          | 1 - 0                                 | Canadà                                |                                       | Alemanya                              | 1 - 1 (4 - 3 p.)                      | Brasil                                |  |
| 2004 | Tailàndia         | Alemanya                              | 2 - 0                                 | Xina                                  | Estats Units                          | 3 - 0                                 | Brasil                                |                                       |                                       |  |
| 2006 | Rússia            | Corea del Nord                        | 5 - 0                                 | Xina                                  | Brasil                                | 0 - 0 (6 - 5 p.)                      | Estats Units                          |                                       |                                       |  |
| 2008 | Xile              | Estats Units                          | 2 - 1                                 | Corea del Nord                        | Alemanya                              | 5 - 3                                 | França                                |                                       |                                       |  |
| 2010 | Alemanya          | Alemanya                              | 2 - 0                                 | Nigèria                               | Corea del Sud                         | 1 - 0                                 | Colòmbia                              |                                       |                                       |  |
| 2012 | Japó              | Estats Units                          | 1 - 0                                 | Alemanya                              | Japó                                  | 2 - 1                                 | Nigèria                               |                                       |                                       |  |
| 2014 | Canadà            | Alemanya                              | 1 - 0 (pr.)                           | Nigèria                               | França                                | 3 - 2                                 | Corea del Nord                        |                                       |                                       |  |
| 2016 | Papua Nova Guinea | Corea del Nord                        | 3 - 1                                 | França                                | Japó                                  | 1 - 0                                 | Estats Units                          |                                       |                                       |  |
| 2018 | França            | Japó                                  | 3 - 1                                 | Espanya                               | Anglaterra                            | 1 - 1 (4 - 2 p.)                      | França                                |                                       |                                       |  |
| 2020 | Costa Rica        | Suspès per la pandèmia de la Covid-19 | Suspès per la pandèmia de la Covid-19 | Suspès per la pandèmia de la Covid-19 | Suspès per la pandèmia de la Covid-19 | Suspès per la pandèmia de la Covid-19 | Suspès per la pandèmia de la Covid-19 | Suspès per la pandèmia de la Covid-19 | Suspès per la pandèmia de la Covid-19 |  |
| 2022 | Costa Rica        | Espanya                               | 3 - 1                                 | Japó                                  |                                       | Brasil                                | 4 - 1                                 | Països Baixos                         |                                       |  |

## Palmarès

### Títols per selecció
| Equip          | Campió               | Subcampió      | Tercer lloc    | Quart lloc     |
| -------------- | -------------------- | -------------- | -------------- | -------------- |
| Alemanya       | 3 (2004, 2010, 2014) | 1 (2012)       | 2 (2002, 2008) |                |
| Estats Units   | 3 (2002, 2008, 2012) |                | 1 (2004)       | 2 (2006, 2016) |
| Corea del Nord | 2 (2006, 2016)       | 1 (2008)       |                | 1 (2014)       |
| Japó           | 1 (2018)             | 1 (2022)       | 2 (2012, 2016) |                |
| Espanya        | 1 (2022)             | 1 (2018)       |                |                |
| Nigèria        |                      | 2 (2010, 2014) |                | 1 (2012)       |
| Xina           |                      | 2 (2004, 2006) |                |                |
| França         |                      | 1 (2016)       | 1 (2014)       | 2 (2008, 2018) |
| Canadà         |                      | 1 (2002)       |                |                |
| Brasil         |                      |                | 2 (2006, 2022) | 2 (2002, 2004) |
| Corea del Sud  |                      |                | 1 (2010)       |                |
| Anglaterra     |                      |                | 1 (2018)       |                |
| Colòmbia       |                      |                |                | 1 (2010)       |
| Països Baixos  |                      |                |                | 1 (2022)       |

### Títols per confederació
| Confederació                              | Títols |
| ----------------------------------------- | ------ |
| UEFA (Europa)                             | 4      |
| CAF (Asia)                                | 3      |
| Concacaf (Nord, Centreamèrica i el Carib) | 3      |